# حقوق النباتات

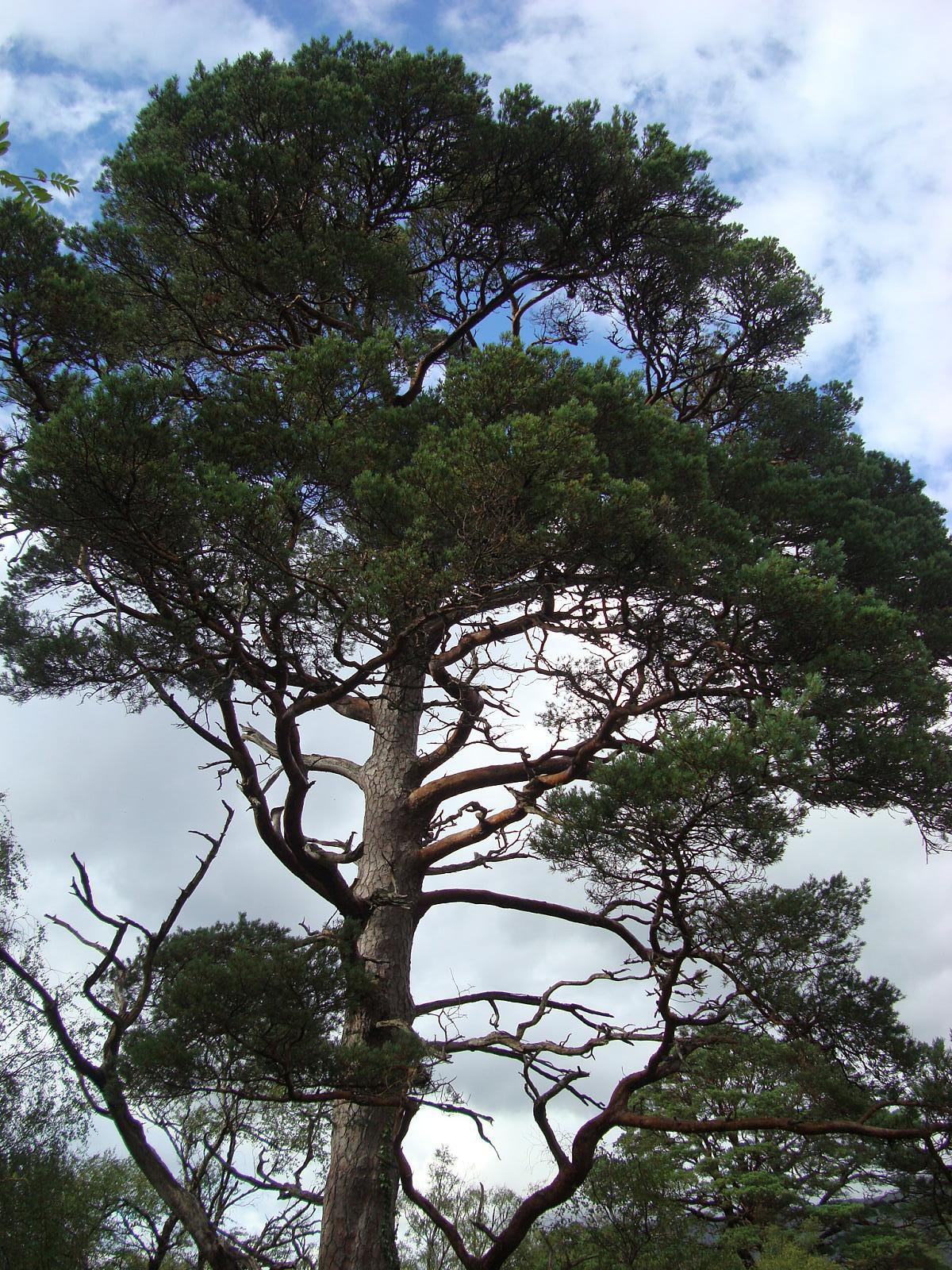
شجرة الصنوبر الاسكتلندية الطبيعية من النمط البيئي الأطلسي، ويستر روس، إسكتلندا

حقوق النباتات هي الحقوق التي يستحقّ أن يحصل عليها النبات، وغالباً ما تثار مثل هذه القضايا في المناقشات المتعلّقة بحقوق الإنسان، حقوق الحيوان، مركزية البيئة، أو مركزية الكائنات الواعية.

## فلسفة
يحوي كتاب صموئيل بتلر المعنون «إيروون Erewhon» على فصل يحمل اسم «وجهات نظر فيلسوف إيرواني حول الأمور المتعلّقة بحقوق الخضروات».
يجادل الفيلسوف في مجال حقوق الحيوان، توم ريجان حول مسألة ما إذا كان من الممكن تمديد حقوق الحيوان لتشمل النباتات، بأنّ الحيوانات تكتسب حقوقًا بسبب إدراكها لما يسمّيه «مواضيع الحياة». ويقول أنّ ذلك لا ينطبق على النباتات، وأنّه حتى لو كانت النباتات تمتلك حقوقًا، فإن الامتناع عن أكل اللحوم سيظلّ أخلاقيًا نظرًا لاستخدام النباتات لتربية الحيوانات.
وفقا للفيلسوف مايكل ماردر Michael Marder، فإنّ فكرة أن يكون للنباتات حقوقاً، مستمدّةٌ من «الذاتيّة النباتية»، والتي تختلف عن الشخصيّة البشرية. يرى الفيلسوف بول تايلور أنّ كلّ الحياة لها قيمة متأصّلة ويجادل باحترام النباتات، لكنه لا يعطيها حقوقًا. اقترح كريستوفر د. ستون Christopher D. Stone، ابن الصحفي الاستقصائي ايسدور فينشتاين ستون Isidor Feinstein Stone، في ورقة نُشرت عام 1972 وتحمل عنوان «هل يجب أن تبقَ الأشجار منتصبة؟» أنّه وبما أنّ الشركات قد حصلت على حقوق، فيجب أن تحصل الكائنات الطبيعية مثل الأشجار أيضاً على حقوقها.
على الرغم من أنّ ماثيو هول Matthew Hall لم يتّجه بشكلٍ مباشر إلى «حقوق» النباتات، فقد جادل بأنّه يجب إدراج النباتات ضمن مجال الاعتبارات الإنسانية الأخلاقية. يناقش كتابه «النباتات كأشخاص: علم فلسفة النبات» " Plants as Persons: A Philosophical Botany" الخلفية الأخلاقيّة للتعامل مع النباتات في الفلسفة الغربيّة ويقارن ذلك مع تقاليد أخرى، بما في ذلك ثقافات الشعوب الأصليّة، التي تعترف بالنباتات كأشخاص -كائنات نشطة وذكية تستحقّ أن تتلقَّ الاحترام والرعاية. يدعم هول دعوته بأخذ النباتات بعين الاعتبار عند الحديث عن الأخلاق بالحجج المستندة إلى علم أعصاب النبات، والتي تقول أن النباتات كائنات حيّة ذاتيّة الإدراك قادرة على سلوكيّات معقّدة ومتكاملة، بما في ذلك إدراك الذات والغير.